# Cherson (byzantinisches Thema)

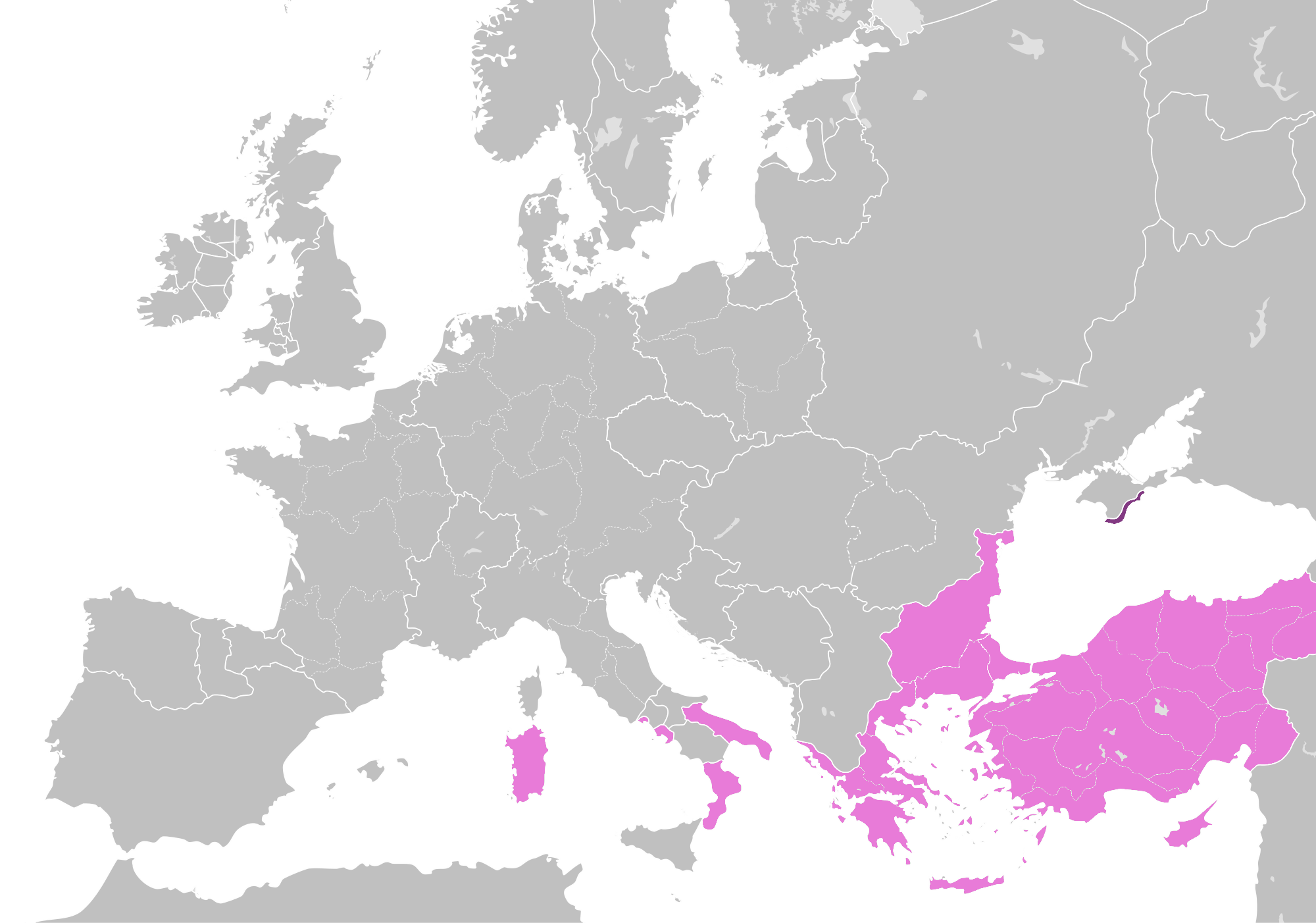
Das Thema von Cherson innerhalb des Byzantinischen Reiches um das Jahr 1000.

Das Thema von Cherson (altgriechisch θέμα Χερσῶνος, Thema Chersōnos) ursprünglich und formell Klimata (altgriechisch τὰ Κλίματα) genannt, war ein byzantinisches Thema auf der südlichen  Krim, dessen Hauptstadt Cherson war.
Das Thema wurde offiziell in den 830ern eingerichtet und war ein wichtiges Zentrum des Schwarzmeer-Handels. Trotz der Zerstörung der Stadt Cherson in den 980ern konnte sich das Thema wieder erholen und prosperierte. Es wurde nach dem Vierten Kreuzzug Teil des Kaiserreichs von Trapezunt.

## Geschichte
Das Gebiet der südlichen Krim war lange unter der Kontrolle des Römischen und später des Byzantinischen Reichs, danach gelangte es in den Besitz der Chasaren. Die byzantinische Kontrolle wurde unter Kaiser Theophilos (regierte 829–842) wiederhergestellt. Traditionell wird das Entstehen des Themas von Cherson auf 833/834 datiert, moderne Historiker aber glauben, dass das Thema im Zusammenhang mit der Errichtung der neuen chasarischen Hauptstadt Sarkel im Jahr 839 gegründet wurde und sehen in Petronas Kamateros, dem Erbauer von Sarkel, den ersten Strategos des Themas (etwa  840/841). Zuerst wurde das neue Thema ta Klimata, „die Regionen/Bezirke“ genannt, aber wegen der Bedeutung der Hauptstadt Cherson, wurde es umgangssprachlich und ab 860 sogar in öffentlichen Dokumenten als „Thema von Cherson“ bezeichnet.
Über dieses Thema kamen die Byzantiner mit den Chasaren und später mit den Petschenegen und Rus in Kontakt. Das Thema war eher ein Zentrum byzantinischer Diplomatie im Steppenraum als militärischer Stärke, da die byzantinische Garnison nicht über einige örtliche Milizen hinausging.
Cherson prosperierte im 9.–11. Jahrhundert als Zentrum für den Schwarzmeerhandel, obwohl sie 988/989 von Wladimir I. zerstört wurde. Die Stadt erholte sich schnell: die Befestigungen wurden wiederaufgebaut und im 11. Jahrhundert bis zum Hafen erweitert. Nach dem Tod des Georgios Tzules 1016 wurde das Thema auch auf die östliche Krim ausgedehnt, worauf der Titel des Leo Aliates als „Strategos von Cherson und Sougdaia“ im Jahr 1059 schließen lässt. Dieses Gebiet ging am Ende des 11. Jahrhunderts wieder an die Kumanen verloren. Über das Cherson des 12. Jahrhunderts ist nichts bekannt, was auf eine relativ ruhige Phase hindeutet. Cherson blieb bis 1204 in byzantinischer Hand, als es in die Hände des Kaiserreichs von Trapezunt überging (siehe Perateia).

## Verwaltung
Das Thema von Cherson scheint eine typische Themen-Ordnung gehabt zu haben. Ein Tourmarch von Gothia ist aus dem 11. Jahrhundert bekannt. Die Städte des Themas genossen ein hohes Maß an Unabhängigkeit, zum Beispiel wurde Cherson selbst von örtlichen Machthabern (Archontes) unter einem Proteuon („der Erste“) regiert. Cherson durfte auch seine eigenen Münzen prägen; für eine lange Zeit war dies die einzige byzantinische Münze außerhalb von Konstantinopel. Die Autonomie des Themas wird auch dadurch deutlich, dass die kaiserliche Regierung den örtlichen Machthabern  Tribut (Pakta) zahlte, und im Werk De Administrando Imperio wird dem örtlichen Strategos im Falle einer Revolte geraten die Zahlungen einzustellen und in eine andere Stadt des Themas auszuweichen. Im späten 11. Jahrhundert wurde die Gegend von einem Katepano regiert.